# 新竹市美術館
新竹市美術館（英語：Hsinchu City Art Gallery）是一座位於台灣新竹市的美術館，成立於2007年。主要以台灣的當代藝術為主，隸屬於新竹市文化局，建築前身為新竹市役所，為新竹市市定古蹟。

## 歷史

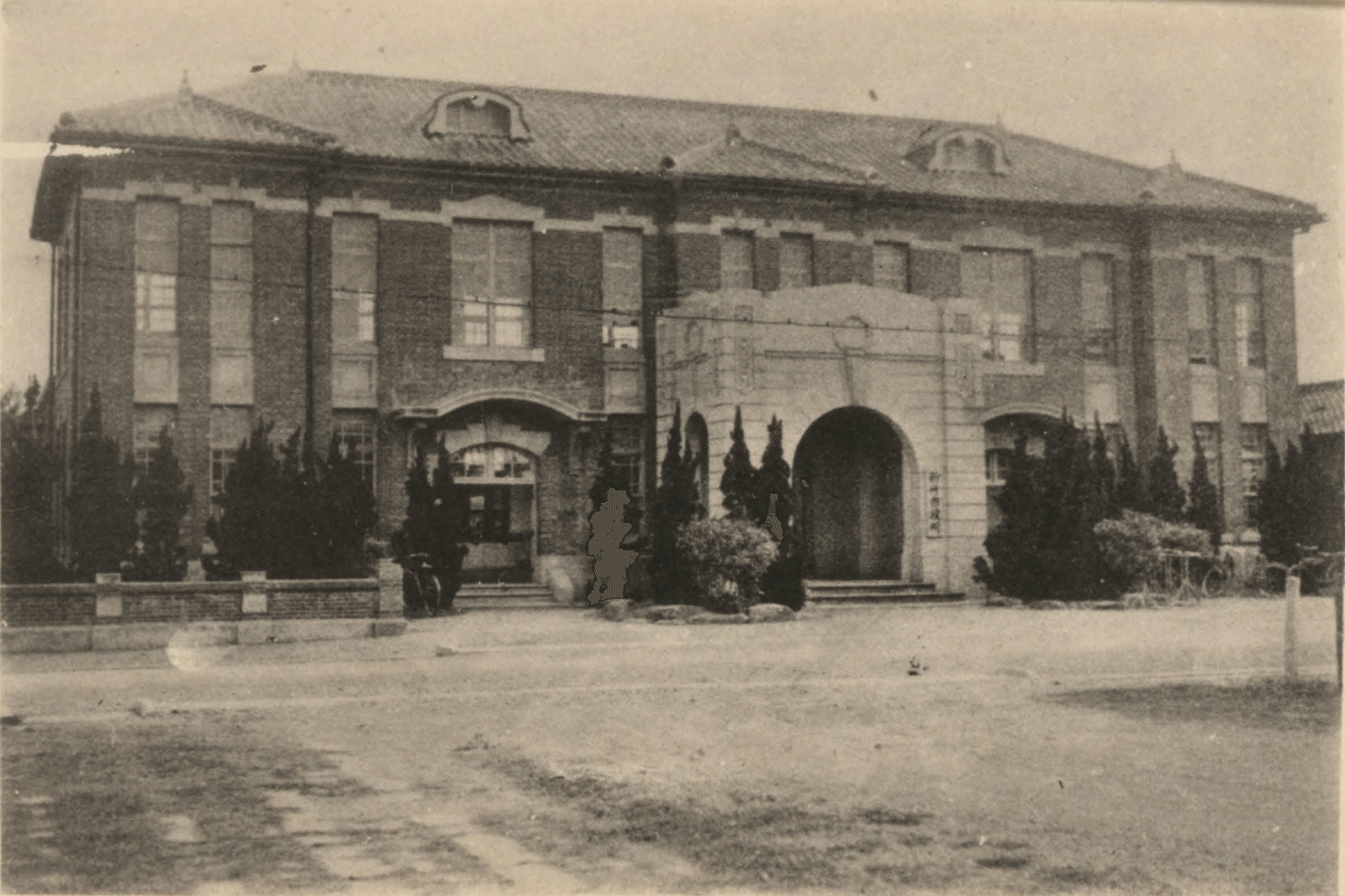
日治時期的新竹市役所

台灣總督府在1920年10月1日將臺灣行政區劃改為五州二廳並實施「市街庄制」，成立新竹街役場，最初設在新竹郡役所（原新竹廳廳舍，1905年底完工，原址為現在土地銀行）內，地址為西門59-1番地。1923年4月12日，新竹街役場遷到現址的東門外15番地，並約在1925年興建紅磚造、兩層樓的新廳舍，其建築平面略呈凸字型，中央入口處上方有方形雨庇，屋頂中央有一處老虎窗。隨著新竹人口快速成長且政經地位也愈顯重要，因此新竹街在1930年1月20日升格為州轄市「新竹市」，是新竹設市之始，而新竹街役場則改制為新竹市役所。為了因應新竹市役所編制的擴張，新竹市役所廳舍在1930年6月23日動工增建，預計在同年9月完工。增建後的新竹市役所平面改為E字型，外觀延續原本的紅磚及灰色的水平洗石子飾帶，並強化中央入口處的門廊，屋頂老虎窗則增加為左右兩處。1935年8月1日，新竹市實施町名改正，新竹市役所的地址改為東門町一丁目1番地。
二戰後，1945年10月25日中華民國接管臺灣，新竹市政府在同年11月17日成立，並以原新竹市役所廳舍為新竹市政府所在地，原新竹州廳舍則作為新竹縣政府所在地。1946年2月28日，新竹縣政府遷至桃園鎮，新竹市政府遷去原縣政府廳舍，而是新竹市政府廳舍則改中國國民黨新竹縣黨部。1991年改為第一戶政事務所，1997年3月1日改為北區戶政事務所。此建築在2001年被登錄為市定古蹟，並自2004年經三年整修後，於2007年定名為「新竹市美術館暨開拓館」；2016年再轉型為「新竹市美術館」。

## 建築

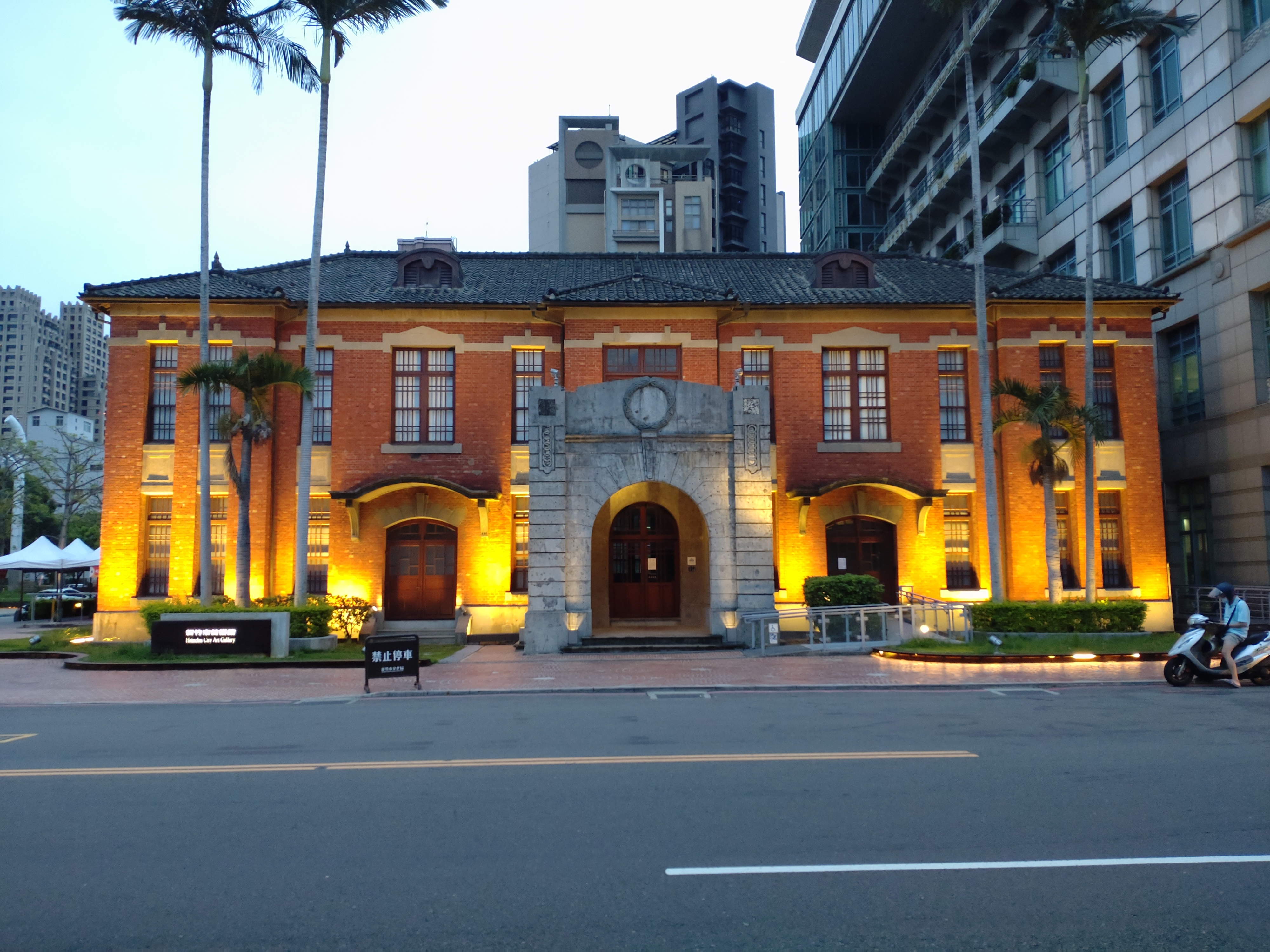
傍晚時點燈的新竹市役所

該館為一棟二層樓的磚造建築，為東洋風格之近代建築，其特徵有著日本傳統建築屋頂及西方近代建築之屋身與日本趣味裝飾四坡式的屋頂，屋頂上有兩個老虎窗。整體建築平面成長方形，入口位於中央，在立面上除了入口處突出拱門形式的門廊屬白面外，其餘為紅磚牆面，窗為長方形直立窗，上方為仿石材處理的水平橫帶做成裝飾，紅白相間效果使得該建築顯得較為典雅。戰後，國民政府將戰時所受創的該建築加以翻修，花冠環被青天白日國徽取代，原中央正面兩側的便門被紅磚填充。今日所見之面貌，即為再次復原維修工程後的樣貌。美術館館舍空間共為兩層，設有無障礙設施與志工導覽服務，以親切的空間規劃提供民眾藝文資源，並創造藝術工作者與民眾的交流平台，發揮美術館之展覽與教育價值。

## 週邊
- World Gym世界健身俱樂部新竹中正店
- 新竹市政府（州廳）
- 迎曦門
- 護城河親水公園
- 新竹都城隍廟
- 晶品城購物廣場
- 新竹火車站

## 交通
- 台鐵：於新竹火車站下車，往中正路（經迎曦門）右轉中央路。
- 高鐵：於高鐵六家站下車，搭乘高鐵接駁公車往東門圓環，於東門市場站下車。
- 市區公車：52，53或綠線於美術館站下車。

## 註解
1. ↑  或稱接收台灣、光復台灣、佔領台灣

## 外部連結
- 新竹市役所——文化部文化資產局 （页面存档备份，存于）

24°48′23″N 120°58′12″E / 24.806314°N 120.970129°E